# لین یو
لین یو (انگلیسی: Lin Yue؛ زادهٔ ۲۴ ژوئیهٔ ۱۹۹۱) یک شیرجه‌رو اهل جمهوری خلق چین است. وی در مسابقات کشوری و بین‌المللی در مجموع برندهٔ ۹ مدال طلا، ۱ مدال نقره، ۱ مدال برنز شده‌است.